# Mastretta MXT
La Mastretta MXT est une voiture de sport à deux places de la marque mexicaine Mastretta. Elle est produite depuis janvier 2011.

## Caractéristiques
Le moteur est un 4-cylindres 2 L Ford Duratec turbo développant 250 ch, en position centrale arrière. Le châssis, collé et riveté, est un semi-monocoque composé d'aluminium et d'un plancher en carbone.

## Galerie

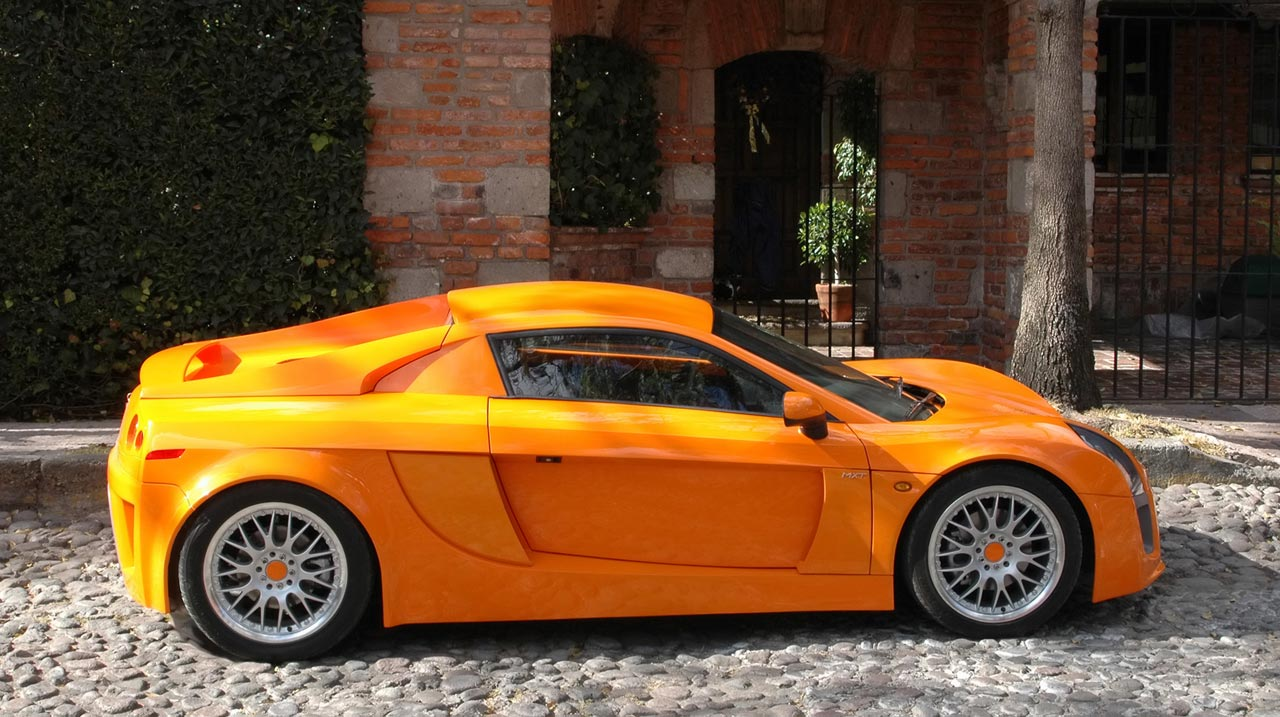
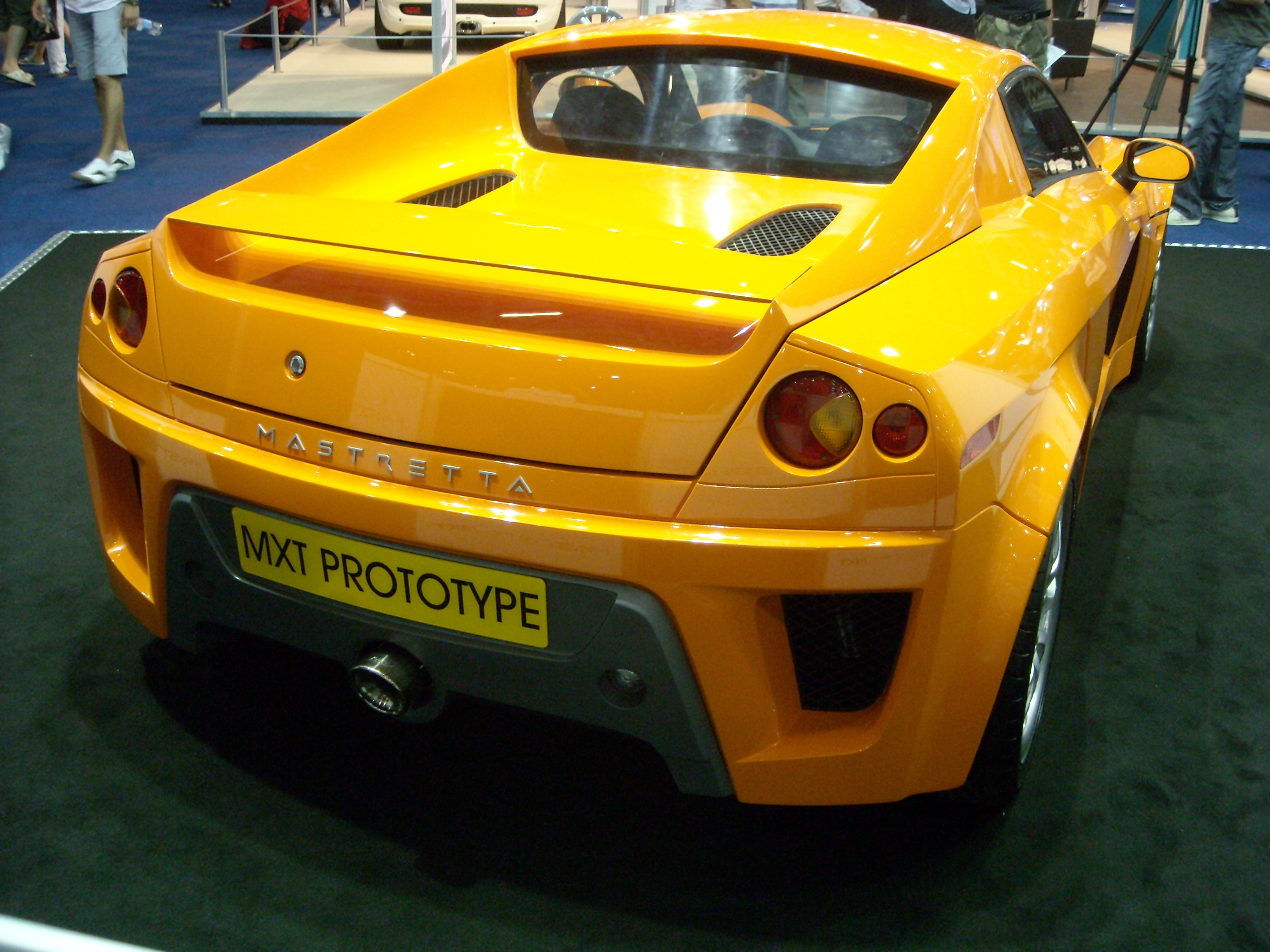